# Голосуев, Владимир Михайлович
Владимир Михайлович Голосуев (9 августа 1946 — 12 декабря 2001, Санкт-Петербург) — советский и российский шашист и шашечный судья, гроссмейстер СССР (1991). Вице-чемпион СССР 1963 года по русским шашкам, двукратный чемпион СССР по игре в русские шашки по переписке. Судья всесоюзной категории, многолетний редактор шашечного отдела в газете «Ленинградская правда», автор ряда книг по теории и истории шашек.

## Биография
Владимир Голосуев осваивал игру в шашки в Ленинградском дворце пионеров под руководством Л. М. Рамма. В восьмом классе стал кандидатом в мастера спорта по русским шашкам, в 17 лет в полуфинале первенства Ленинграда — мастером спорта по стоклеточным шашкам, а через короткое время — и по русским. Одновременно с этим званием Голосуев завоевал право на участие в 23-м чемпионате СССР (1963), на котором неожиданно стал серебряным призёром. В тот момент его успех был расценен как случайный — специалисты обращали внимание на слабую теоретическую подготовку молодого шашиста и частоту ситуаций, в которых ему приходилось спасать партии в крайне тяжёлом положении.
Хотя в дальнейшем Голосуеву ни разу не удалось повторить успех в очных личных чемпионатах СССР по русским или международным шашкам, он в общей сложности более чем 20 раз играл в их финальной части. Кроме того, в составе сборной ДСО «Буревестник» на 7-м командном чемпионате СССР Голосуев занял первое место на первой доске. Свои аналитические способности он доказывал, дважды подряд становясь победителем Всесоюзных турниров по игре в русские шашки по переписке (на 6-м и 7-м чемпионатах). Согласно рейтингам Комиссии заочных шашечных соревнований СССР и Союза любителей шашечной игры, оставался лучшим игроком СССР по переписке с 1971 по 1976 год, через 13 лет вернувшись на первую позицию в рейтинге в 1989 году. Выигрывал чемпионаты Ленинграда и Санкт-Петербурга по русским шашкам (1964, 1969, 1989, 1991) и международным шашкам (1970), спортобществ «Буревестник» и «Зенит». В декабре 1991 года Голосуеву было присвоено звание гроссмейстера СССР. Гроссмейстер Юрий Арустамов писал, что Голосуев, демонстрировавший азартную и рискованную игру в личных первенствах (что стоило ему в частности призового места на чемпионате СССР по русским шашкам в 1967 году), становился осторожным и ответственным игроком, выступая за команду. Название «гамбит Голосуева» носит один из вариантов обратной городской партии (который сам автор называл «Невским гамбитом») — 1.cb4 fe5 2.bc3 gf6 3.ab2 hg7 4.ef4 hg5 5.fh6 ba5. Успешно играл также в 80-клеточные шашки.
Помимо участия в соревнованиях, Владимиру Голосуеву была присвоена квалификация судьи международной категории по шашкам — в частности, он судил 50-й чемпионат СССР по русским шашкам. С 1971 года возглавлял Федерацию шашек Ленинграда, много лет вёл шашечный отдел в газете «Ленинградская правда», был членом Союза журналистов СССР. Подготовил к печати ряд книг по истории и теории шашек, биографий шашистов, в том числе:
- «Играйте в шашки!» (Л.: Лениздат, 1983)
- «Русские шашисты. Д. Саргин. П. Бодянский. А. Шошин» (соавторы — Ю. П. Барский, А. В. Мамонтов, В. С. Пименов. М.: Физкультура и спорт, 1987)
- «Мастера шашечных турниров» (Л.: Лениздат, 1989)
- «Шашечные парадоксы, или избранные партии разных лет (Методическое пособие по русским шашкам)» (СПб., 1995)
- «Древняя и загадочная игра. Мир шашек» (СПб.: Интерграф, 1997)

Владимир Голосуев умер в декабре 2001 года на 56-м году жизни.